# Bács-Kiskun
Bács-Kiskun [báč-kiškun] je největší župa v Maďarsku. Vznikla při administrativní reformě roku 1950 sloučením maďarského zbytku župy Bács-Bodrog a jižní poloviny dosavadní župy Pest-Pilis-Solt-Kiskun. Hlavním městem je Kecskemét, dalšími významnými městy jsou Baja a Kalocsa.
Bács-Kiskun hraničí se župami Baranya, Tolna, Fejér, Pest, Jász-Nagykun-Szolnok, Csongrád-Csanád a na jihu se Srbskem a velmi krátce i s Chorvatskem.

## Geografie
Území župy se nachází v plochém Dunajsko-Tiském meziříčí (Duna-Tisza köze), jeho nadmořská výška se pohybuje mezi 94 a 174 metry. Nejvyšším bodem je Ólom-hegy ("Olověná hora") na vrcholu písečné duny Illancs. Západní hranici župy tvoří veletok Dunaj, jinak je území poměrně suché a jeho značnou část pokrývá step, chráněná v Malokumánském národním parku.

## Doprava
Severovýchodem župy (přes Kecskemét a Kiskunfélegyházu) prochází dálnice M5, vedoucí z Budapešti do Szegedu a dále na Balkán. Druhou silniční osou je silnice č. 51, vedoucí podél Dunaje. Se západním břehem ji spojuje úsek dálnice M9, vedoucí do Szekszárdu.
Od severu na jih prochází župou hlavní železnice mezi Maďarskem a Srbskem, přes hraniční přechod Kelebia-Subotica. Na této trati leží města Kiskunhalas a Kiskőrös.

## Okresy
Župa Bács-Kiskun se člení na 11 okresů.
- Okres Bácsalmás (Bácsalmás)
- Okres Baja (Baja)
- Okres Jánoshalma (Jánoshalma)
- Okres Kalocsa (Kalocsa)
- Okres Kecskemét (Kecskemét)
- Okres Kiskőrös (Kiskőrös)
- Okres Kiskunfélegyháza (Kiskunfélegyháza)
- Okres Kiskunhalas (Kiskunhalas)
- Okres Kiskunmajsa (Kiskunmajsa)
- Okres Kunszentmiklós (Kunszentmiklós)
- Okres Tiszakécske (Tiszakécske)

## Sídla

### Statutární město
- Kecskemét

### Ostatní města
V závorce je uveden počet obyvatel z roku 2005
| - Baja (37 628) - Kiskunfélegyháza (32 054) - Kiskunhalas (30 257) - Kalocsa (18 187) - Kiskőrös (15 131) - Kiskunmajsa (12 047) - Tiszakécske (11 856) - Lajosmizse (11 626) - Jánoshalma (9 848) - Kecel (9 127) | Kunszentmiklós (9 028) Soltvadkert (7 804) Bácsalmás (7 618) Solt (7 163) Szabadszállás (6 850) Izsák (6 243) Kerekegyháza (6 165) Tompa (4 847) Dunavecse (4 147) |

### Obce
| - Ágasegyháza - Akasztó - Apostag - Bácsbokod - Bácsborsód - Bácsszentgyörgy - Bácsszőlős - Ballószög - Balotaszállás - Bátmonostor - Bátya - Bócsa - Borota - Bugac - Bugacpusztaháza - Császártöltés - Csátalja - Csávoly - Csengőd - Csikéria | Csólyospálos Dávod Drágszél Dunaegyháza Dunafalva Dunapataj Dunaszentbenedek Dunatetétlen Dusnok Érsekcsanád Érsekhalma Fajsz Felsőlajos Felsőszentiván Foktő Fülöpháza Fülöpjakab Fülöpszállás Gara Gátér | Géderlak Hajós Harkakötöny Harta Helvécia Hercegszántó Homokmégy Imrehegy Jakabszállás Jászszentlászló Kaskantyú Katymár Kelebia Kéleshalom Kisszállás Kömpöc Kunadacs Kunbaja Kunbaracs Kunfehértó | Kunpeszér Kunszállás Ladánybene Lakitelek Madaras Mátételke Mélykút Miske Móricgát Nagybaracska Nemesnádudvar Nyárlőrinc Ordas Orgovány Öregcsertő Páhi Pálmonostora Petőfiszállás Pirtó Rém | Soltszentimre Sükösd Szakmár Szalkszentmárton Szank Szentkirály Szeremle Tabdi Tass Tataháza Tázlár Tiszaalpár Tiszaug Uszód Újsolt Újtelek Városföld Vaskút Zsana |